# I'm Not Okay (I Promise)
Singles de My Chemical Romance
Headfirst for Halos
(2004) Thank You for the Venom
(2004)
I'm Not Okay (I Promise) est le premier single et le cinquième titre du deuxième album studio de My Chemical Romance, Three Cheers for Sweet Revenge. I'm Not Okay (I Promise) est diffusé à la radio américaine le 28 septembre 2004. La chanson figure également sur la bande originale de Burnout 3: Takedown.

## Accueil et distinctions
Elle atteint la 86e position sur le Billboard Hot 100 américain,, et, en mars 2005, la 19e place sur le UK Singles Chart. Le single contribue également à élargir la base de fans du groupe et est certifiée disque de platine par la Recording Industry Association of America. Il est nommé pour le Kerrang ! Prix du meilleur single. La pochette est refaite en live action à l'intérieur du DVD Life on the Murder Scene.

## Clip
La première version du clip vidéo présente un montage de séquences de concert et de la vie ordinaire du groupe dans le New Jersey. Il est produit par Rafaela Monfradini et Greg Kaplan, qui en était également le réalisateur. Il présente également des photos des frères, le bassiste Mikey Way et le chanteur Gerard Way, lorsqu'ils étaient petits enfants et adolescents.
La deuxième version du clip dépeint la vie dans un lycée américain fictif sous la forme d'une fausse bande-annonce de film. Le groupe apparaît comme un groupe d'étudiants exclus qui sont harcelés à plusieurs reprises par un autre groupe décrit comme étant des enfants populaires. Les membres du groupe tentent ensuite de s'attaquer aux enfants populaires et finissent par s'affronter dans un couloir, avec pour armes des maillets de croquet et les enfants populaires avec des équipements de crosse et de hockey. Elle contient également des clips exprimant certaines émotions et des clips du groupe jouant dans un garage. Le clip est réalisé par Marc Webb et certaines parties sont tournées au lycée Alexander Hamilton et au lycée Loyola à Los Angeles en août 2004 Greg Kaplan et Rafaelia Monfradini produisent la vidéo. La production de la vidéo commence le 13 août 2004. En mai 2023, la vidéo compte 106 millions de vues sur YouTube.
Cette version de la vidéo est également nommée numéro un dans le Fuse's 25 Greatest Videos Countdown, battant d'autres vidéos telles que Basket Case de Green Day et Smells Like Teen Spirit de Nirvana.

### Équipement
- Epiphone Les Paul Junior ébène de Ray Toro.
- Pansy, Les Paul Elitist Ivory de Frank Iero.
- La basse précision Fender Candy Red Apple de Mikey Way.
- Batterie C&C Custom de Bob Bryar.

## Reprise
Matt Pond PA enregistre une reprise de la chanson pour la compilation d' Engine Room Recordings, Guilt by Association Vol. 2, sorti en novembre 2008. La chanson fait partie de la setlist du duo musical américain Twenty One Pilots pour leur tournée Takeover 2021.

## Liste des pistes
Tous les morceaux écrits par My Chemical Romance.
DVD promotionnel américain
| No | Titre                    | Durée |
| -- | ------------------------ | ----- |
| 1. | I'm Not Okay (I Promise) |       |

| No | Titre                                 | Durée |
| -- | ------------------------------------- | ----- |
| 1. | I'm Not Okay (I Promise) (radio edit) | 3:08  |

CD promotionnel au Royaume-Uni
| No | Titre                    | Durée |
| -- | ------------------------ | ----- |
| 1. | I'm Not Okay (I Promise) | 3:09  |
| 2. | Bury Me in Black (demo)  | 2:39  |

CD1 britannique et vinyle 7"
| No | Titre                                                  | Durée |
| -- | ------------------------------------------------------ | ----- |
| 1. | I'm Not Okay (I Promise)                               | 3:09  |
| 2. | Bury Me In Black (demo)                                | 2:37  |
| 3. | You Know What They Do to Guys Like Us In Prison (live) | 2:51  |
| 4. | I'm Not Okay (I Promise) (video)                       |       |

Royaume-Uni CD2
| No | Titre                                                  | Durée |
| -- | ------------------------------------------------------ | ----- |
| 1. | I'm Not Okay (I Promise)                               | 3:09  |
| 2. | Bury Me In Black (demo)                                | 2:39  |
| 3. | You Know What They Do to Guys Like Us in Prison (live) | 2:51  |

CD britannique et australien
| No | Titre                                                                                   | Durée |
| -- | --------------------------------------------------------------------------------------- | ----- |
| 1. | I'm Not Okay (I Promise)                                                                | 3:09  |
| 2. | You Know What They Do to Guys Like Us in Prison (live from BBC Radio 1 Lock Up session) | 3:30  |
| 3. | I'm Not Okay (I Promise) (live from MTV $2 Bill)                                        | 3:24  |

Réédition britannique CD1 et single iTunes
| Région                                   | Certification | Ventes/Streams |
| ---------------------------------------- | ------------- | -------------- |
| Royaume-Uni (BPI)                        | Platine       | 600,000‡       |
| Royaume-Uni (BPI)                        | Platine       | 1,000,000‡     |
| ‡ventes/streaming selon la certification |               |                |

Réédition CD2 au Royaume-Uni

## Personnels
- Gerard Way – chant principal, chœurs
- Ray Toro – guitare
- Frank Iero – guitare rythmique
- Mikey Way – guitare basse
- Matt Pelissier – batterie
- Howard Benson – claviers

- Produit par Howard Benson
- Mixé par Richard Costey et Simon Askew
- Conçu et enregistré par Dan Wise
- Écrit par My Chemical Romance

## Classements
| Classement (2004-2005)         | Position |
| ------------------------------ | -------- |
| Australie (ARIA)               | 65       |
| Nouvelle-Zélande (RMNZ)        | 38       |
| Écosse (OCC)                   | 23       |
| Royaume-Uni (UK Singles Chart) | 19       |
| Royaume-Uni (UK Rock Chart)    | 9        |
| Billboard 100                  | 86       |
| Billboard Alternative Songs    | 4        |
| US Pop 100 (Billboard)         | 64       |

| Classement (2019)                             | Position |
| --------------------------------------------- | -------- |
| US Hot Rock and Alternative Songs (Billboard) | 21       |